# Poley
Poley ist ein Ortsteil der Stadt Bernburg (Saale) im Salzlandkreis in Sachsen-Anhalt.

## Geografie
Poley liegt südöstlich von Bernburg (Saale).
Als Ortsteil der ehemaligen Gemeinde war Weddegast ausgewiesen.

## Geschichte
Die Gemeinde Poley gehörte ab dem 1. Januar 2005 der Verwaltungsgemeinschaft Nienburg (Saale) an. Am 1. Januar 2010 wurde die bis dahin selbstständige Gemeinde zusammen mit den Gemeinden Baalberge, Biendorf, Gröna, Peißen, Preußlitz und Wohlsdorf in die Stadt Bernburg (Saale) eingemeindet.

## Kultur und Sehenswürdigkeiten

### Bauwerke
- die Dorfkirche; ein romanischer Backsteinbau mit dem Westturm der im Jahr 1859 erbaut wurde.

## Wirtschaft und Infrastruktur

### Verkehr
Nördlich von Poley verläuft die Bundesstraße 185, Bernburg (Saale) nach Köthen (Anhalt). Die Autobahn A 14 die von Halle (Saale) nach Magdeburg führt, liegt westlich von Poley.

## Persönlichkeiten

### Söhne und Töchter
- Otto Rose (* 17. Mai 1882 in Klein-Poley; † 18. Januar 1952 in Hamburg), Journalist und Politiker
- Heinz Lemanczyk (* 13. November 1934), Fußballspieler